# NHL 1956/1957
Sezóna 1956/1957 byla 40. sezonou NHL. Vítězem Stanley Cupu se stal tým Montreal Canadiens.

## Konečná tabulka základní části
| Tým                 | Z  | V  | P  | R  | B  | VG  | IG  |
| ------------------- | -- | -- | -- | -- | -- | --- | --- |
| Detroit Red Wings   | 70 | 38 | 20 | 12 | 88 | 198 | 157 |
| Montreal Canadiens  | 70 | 35 | 23 | 12 | 82 | 210 | 155 |
| Boston Bruins       | 70 | 34 | 24 | 12 | 80 | 195 | 174 |
| New York Rangers    | 70 | 26 | 30 | 14 | 66 | 184 | 227 |
| Toronto Maple Leafs | 70 | 21 | 34 | 15 | 57 | 174 | 192 |
| Chicago Black Hawks | 70 | 16 | 39 | 15 | 47 | 169 | 225 |

## Play off
|  | Semifinále | Semifinále         | Semifinále |  |  | Finále Stanley Cupu | Finále Stanley Cupu | Finále Stanley Cupu |
|  |            |                    |            |  |  |                     |                     |                     |
|  | 1          | Detroit Red Wings  | 1          |  |  |                     |                     |                     |
|  | 3          | Boston Bruins      | 4          |  |  |                     |                     |                     |
|  |            |                    |            |  |  | 3                   | Boston Bruins       | 1                   |
|  |            |                    |            |  |  | 2                   | Montreal Canadiens  | 4                   |
|  | 2          | Montreal Canadiens | 4          |  |  |                     |                     |                     |
|  | 4          | New York Rangers   | 1          |  |  |                     |                     |                     |

## Ocenění
| Prince of Wales Trophy:       | Detroit Red Wings                  |
| Art Ross Trophy:              | Gordie Howe, Detroit Red Wings     |
| Calder Memorial Trophy:       | Larry Regan, Boston Bruins         |
| Hart Memorial Trophy:         | Gordie Howe, Detroit Red Wings     |
| James Norris Memorial Trophy: | Doug Harvey, Montreal Canadiens    |
| Lady Byng Memorial Trophy:    | Andy Hebenton, New York Rangers    |
| Vezina Trophy:                | Jacques Plante, Montreal Canadiens |